# 伊瑞德米斯林

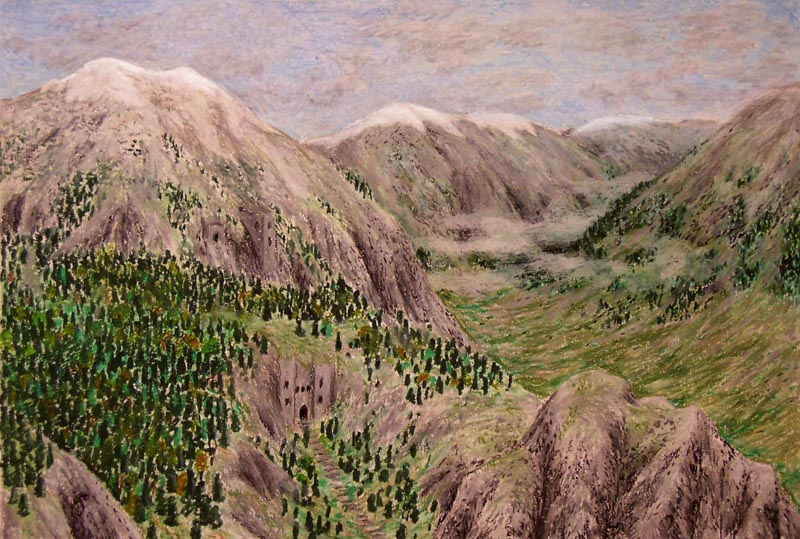
中土大陸以北的灰色山脈。

在托爾金（J. R. R. Tolkien）小說裡的中土大陸，伊瑞德米斯林（Ered Mithrin），或稱為灰色山脈（Grey Mountains） 是座落於羅馬尼安（Rhovanion）北面的巨大山脈。灰色山脈是英格林山脈（Ered Engrin）的餘脈，曾經是接連起來的山脈，但第一紀元末發生崩坍。
灰色山脈以北是佛洛威治（Forodwaith）及北大荒（Northern Waste），該地在阿爾達（Arda）被毀損時亦隨之破棄。
在第二紀元及第三紀元的中土地圖可見，伊瑞德米斯林猶如迷霧山脈（Hithaeglir）的手臂，但伊瑞德米斯林遠比迷霧山脈悠久，在創造阿爾達時已出現，當時迷霧山脈並未出現，直至巨燈紀（Years of the Lamps）以後。
伊瑞德米斯林的西端是剛達巴山（Mount Gundabad），對矮人來說是神聖的地方。
伊瑞德米斯林的東端分為兩部分，中間是凋謝荒地（Withered Heath），該處仍有龍繁殖，其後是一處狹長的山峽，直至鐵丘陵（Iron Hills）。孤山並不屬於伊瑞德米斯林及英格林山脈。
伊瑞德米斯林由東至西共長350里，是安都因河的發源地，灰林河（Greylin）及幽暗密林（Mirkwood）的密林河都在此形成。
灰色山脈曾被都靈（Durin）的矮人部族開採，但第三紀元，所有伊瑞德米斯林的矮人要塞都被廢棄或被龍襲擊。其唯一用途只是分割大荒原（Wilderland）和佛洛威治。
灰色山脈的另一線可見於《The Shaping of Middle-Earth》的地圖：一連串的山脈延伸了伊瑞德隆（Ered Luin）
第一紀元後，並沒有完整的中土地圖，因此並不知道這山脈是否仍存在於第三紀元。